# اچ‌ام‌اس مائوری (اف۲۴)
اچ‌ام‌اس مائوری (اف۲۴) (به انگلیسی: HMS Maori (F24)) یک کشتی بود که طول آن 377 ft o/a (115 m) بود. این کشتی در سال ۱۹۳۷ ساخته شد.